# Metopoplus
Metopoplus là một chi bướm đêm thuộc họ Noctuidae.